# 元统
元统（1333年十月八日—1335年十一月二十二日）是元顺帝妥懽帖睦爾的第一個年号。元朝使用这个年号一共有3年。

## 改元
- 至順四年——十月八日，有詔改元至元。[2][3]
- 元統三年——十一月二十三日，有詔改元至元。[4][5]

## 西曆紀年對照表
| 元统 | 元年   | 二年   | 三年   |
| ---- | ------ | ------ | ------ |
| 公元 | 1333年 | 1334年 | 1335年 |
| 干支 | 癸酉   | 甲戌   | 乙亥   |

## 深入閱讀
- 李崇智. . 北京: 中華書局. 2004年12月. ISBN 7101025129.
- 鄧洪波. . 臺北: 國立臺灣大學東亞經典與文化研究計劃. 2005年3月  [2021-11-06]. ISBN 9789860005189. （原始内容 (pdf)存档于2007-08-25）.

## 同期存在的其他政权年号
- 越南
  - 開祐（1329年—1341年）：陳朝—陳憲宗陳旺之年號
- 日本
  - 元弘（1331年－1334年）：後醍醐天皇之年號
  - 正庆（1332年－1333年）：后醍醐天皇与光严天皇之年号
  - 建武（1334年－1338年）：后醍醐天皇与光明天皇之年号

## 參看
- 中國年號索引

| 前一年號： 至顺 | 元朝年号 1333年－1335 | 下一年號： 至元 |